# Sequoia National Forest
Der Sequoia National Forest liegt in der südlichen Sierra Nevada im Bundesstaat Kalifornien in den Vereinigten Staaten. Der Nationalforst ist nach den Riesenmammutbäumen (Sequoiadendron giganteum) benannt, die in 38 verschiedenen Hainen innerhalb des Waldgebiets wachsen.
Das Giant Sequoia National Monument befindet sich im Nationalwald. Weitere bemerkenswerte Merkmale sind Gletscherlandschaften und Granitmonolithen. The Needles sind eine Reihe von Granittürmen auf einem schmalen Grat über dem Kern River. Die Forstverwaltung befindet sich in der Stadt Porterville. Es gibt lokale Ranger-Distriktbüros in Dunlap, Kernville, Lake Isabella und Springville.

## Geographie
Der Sequoia National Forest bedeckt eine Fläche von 4829,17 km² (1193,315 acres) und liegt in Höhen von 300 m in den Ausläufern der Sierra Nevada bis zu über 3700 m. Die größten Teile des Schutzgebiets befinden sich im Tulare und im Kern County sowie einem abgetrennten Teil im Fresno County.
Nahezu die gesamte Sierra Nevada ist in Bundesbesitz. Der Sequoia National Forest deckt den Südwesten des Gebirges ab, soweit es nicht als weitergehendes Schutzgebiet ausgewiesen ist. Der National Forest umschließt so den Sequoia-Nationalpark und umfasst ein Teilgebiet, das zwischen dem Sequoia-Nationalpark und dem Kings-Canyon-Nationalpark liegt. Er grenzt im Osten jenseits des Sierra-Hauptkamms an den Inyo National Forest und im Norden an den Sierra National Forest.
Es gibt sechs Wilderness Areas im Sequoia National Forest. Einige liegen nur teilweise im Gebiet des Nationalwalds und dehnen sich in benachbarte National Forests aus. Zwei Wildnisgebiete liegen außerdem teilweise in Land, das vom Bureau of Land Management verwaltet wird. Die Schutzgebiete sind:
- Domeland Wilderness
- Golden Trout Wilderness (größtenteils im Inyo National Forest)
- Jennie Lakes Wilderness
- Kiavah Wilderness
- Monarch Wilderness (teilweise im Sierra National Forest)
- South Sierra Wilderness (größtenteils im Inyo National Forest)

## Ökosysteme
Die Riesenmammutbaumhaine bedecken einen Teil des etwa 790 km² unberührten Waldbestands. Es wachsen unter anderem folgende weitere Baumarten im Nationalforst:
- Jeffrey-Kiefer
- Pracht-Tanne
- Küsten-Douglasie
- Gelb-Kiefer
- Kolorado-Tanne
- Küsten-Kiefer

## Naherholung
Der National Forest umfasst über 4000 km an Straßen und 1370 km Wanderwege und beherbergt eine Reihe von Camping- und Freizeiteinrichtungen. Der Wald grenzt an die Sequoia und Kings Canyon Nationalparks.

## Geschichte
Der Sequoia National Forest wurde am 1. Juli 1908 aus einem Teil des Sierra Forest Reserve gegründet. Am 2. März 1909 fügte Theodore Roosevelt durch eine präsidiale Proklamation Land hinzu.
Am 1. Juli 1910 wurden 7896,19 km² aus dem Wald entfernt, um den Kern National Forest zu schaffen.
Dieses Gebiet wurde am 1. Juli 1915 in den Sequoia National Forest zurückgeführt.

## Giant Sequoia National Monument
Am 15. April 2000 proklamierte Präsident Bill Clinton mit der präsidialen Proklamation 7295 1330 km² des Sequoia National Forest zum Giant Sequoia National Monument.
Das Monument ist in zwei Abschnitte unterteilt. Der nördliche Teil umgibt die General Grant Grove und andere Teile des Kings Canyon Nationalparks und wird vom Hume Lake Ranger District verwaltet. Der südliche Teil liegt direkt südlich des Sequoia Nationalparks und wird vom Western Divide Ranger District verwaltet, der die östliche Hälfte des Tule River-Indianerreservats umgibt.

## Marihuana
Im Wald werden wie in allen größeren Waldgebieten im Westen der USA regelmäßig illegale Marihuanafarmen von mexikanischen Drogenkartellen entdeckt.